# 原臺灣軍司令官官邸
25°01′45″N 121°31′06″E / 25.029067°N 121.518359°E
原臺灣軍司令官官邸，是位於臺灣臺北市中正區古亭的和洋折衷建築，最初由森山松之助設計，日治時期作為臺灣總督府土木局水道課長官舍，後改造以給台灣軍司令官居住，設計者為淺井新一，於1929年(昭和4年)6月30日竣工。戰後時期作為孫立人官邸、中華民國陸軍聯誼廳，今列市定古蹟，並給民間業者經營餐廳。

## 建物用途

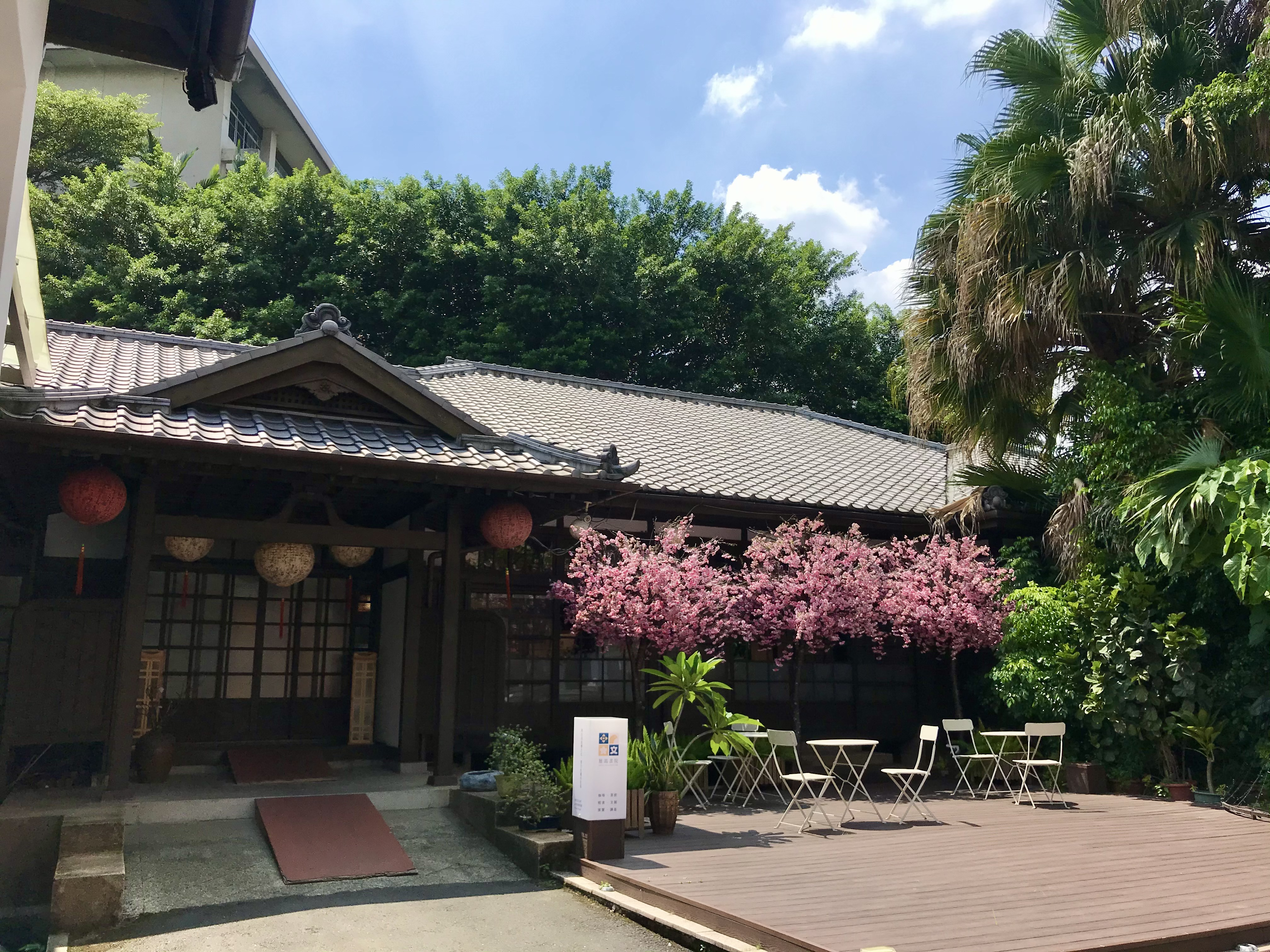
和宅

### 文職官舍

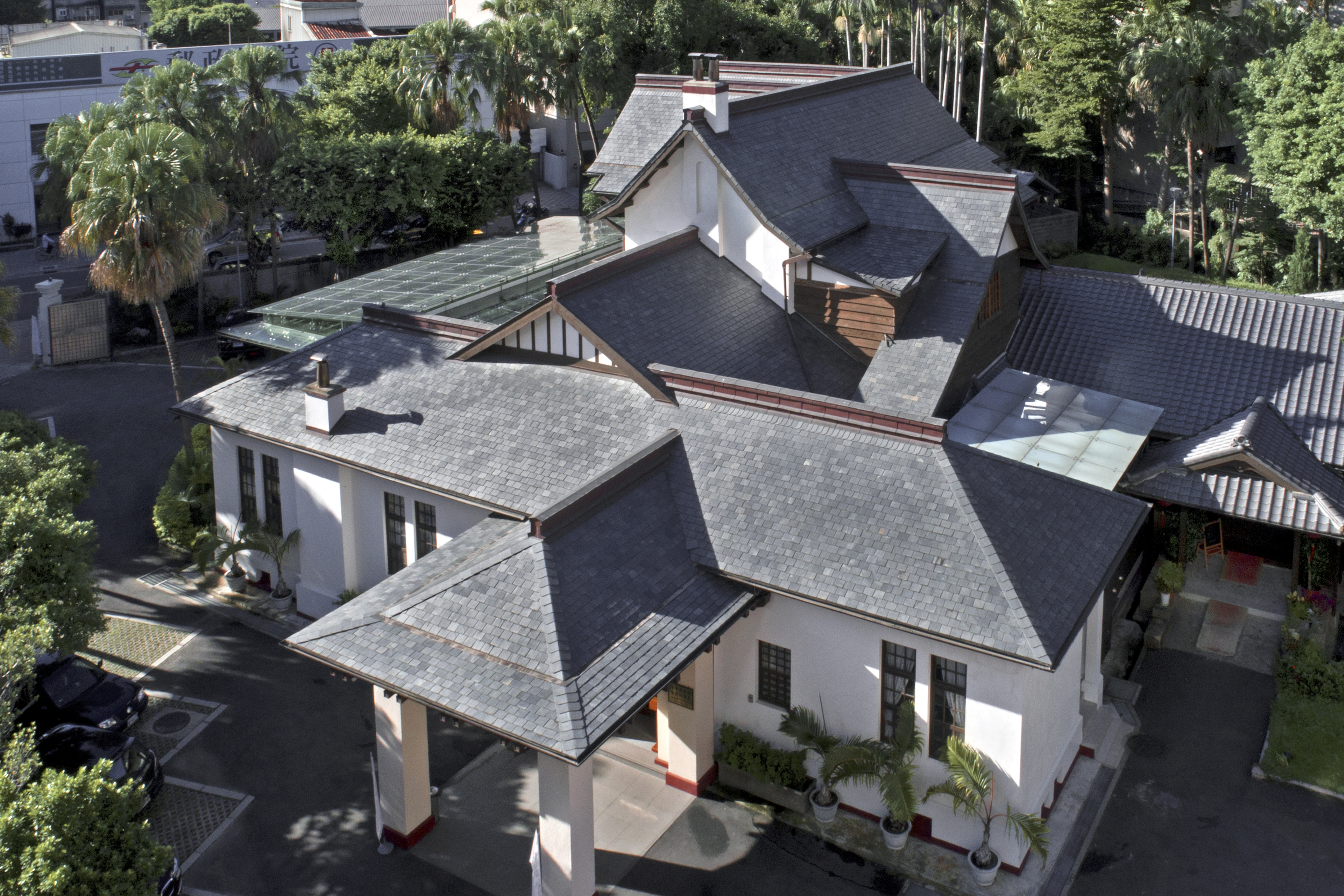
空中照

1907年，日本政府在臺灣正式推動衛生工程，包括水源地與上下水道系統皆在此時推動，水道課業務為新興指標工作，其總督府土木局水道課長官舍便由當時總督府營繕課的森山松之助負責設計。1907年起造，1909年完工。占地約1140坪，建積約350坪。兩年後，即改作日本學者來臺灣講學的講堂，後又挪為圖書館、演講廳等用途。
1910年，大幅增改築，負責工程設計的監查者是總督府技師近藤十郎。以和館作為生活起居之用，洋館則是接見賓客的社交場所。據學者陳信安調查，第六到第八任的台灣總督，常來此小憩，作為古亭庄總督別邸。

### 將軍官邸

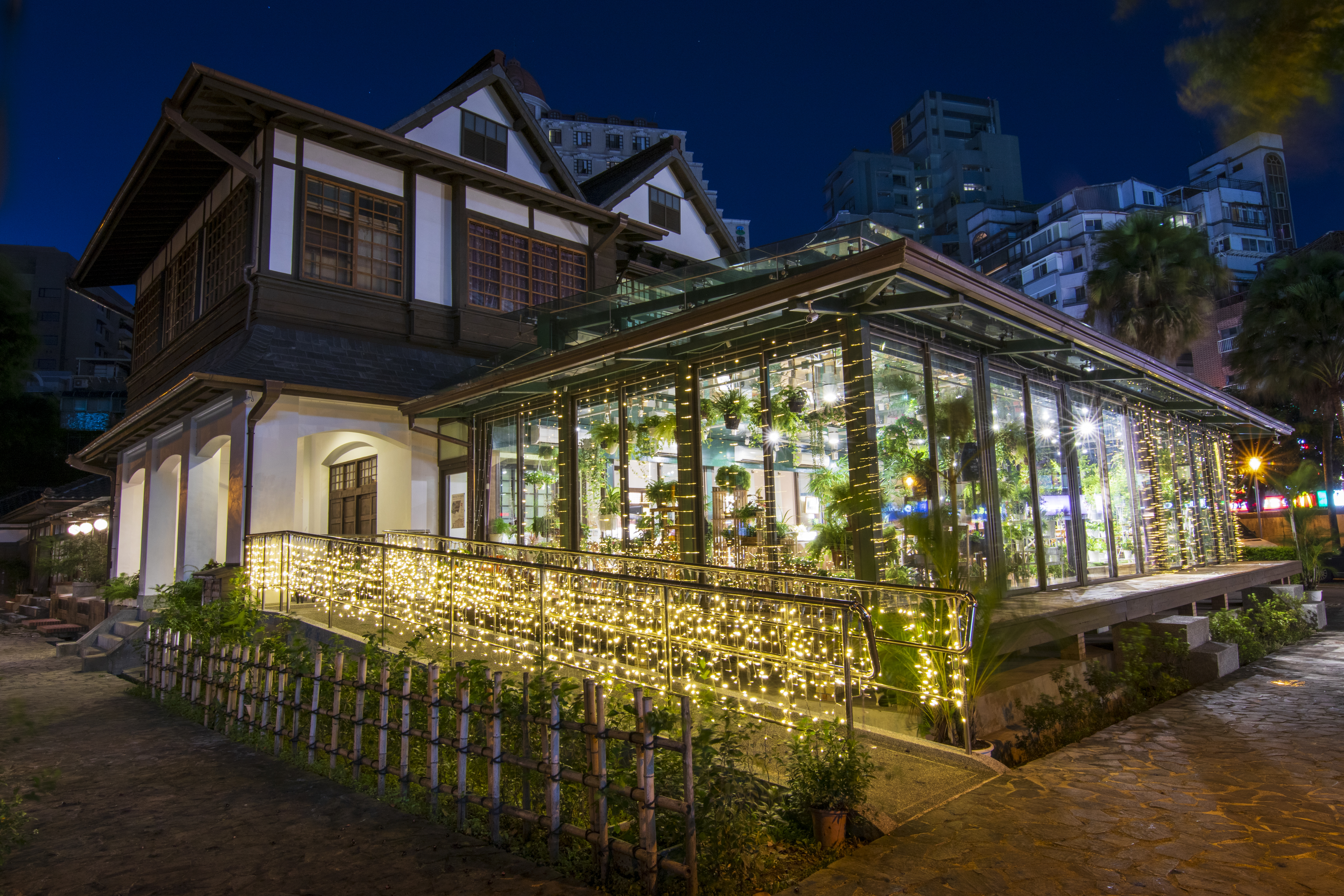
夜景

1920年代年起，日本進入準戰爭時代，在今博愛路後備司令部成立臺灣軍司令部。1922年之後，臺灣軍司令入主此官舍，名稱再改為「臺灣軍司令官邸」或稱「古亭街舊總督官邸」。1929年由陸軍技師淺井新一設計兼監督改造，洋館大抵維持舊貌，和館部分保留與洋館相接處之部分舊構，但大幅向外擴建，並於西側設置一日式庭園。
此時官邸依1920年日本政府所制定「總督府官舍建築標準」，屬「高等官第一種官舍」，即是官舍最高層級建築。日本戰敗後，自1947年起即供當時代理陸軍副總司令兼陸軍訓練司令孫立人作官舍，直到1955年8月爆發孫立人兵變案為止。孫立人奉派鳳山期間，則住在原日本第八飛行聯隊隊長官舍。
孫立人舊部張佛千回憶當初剛接收臺北官舍時，房子富麗原貌，房間多，花木扶疏。還相傳後院埋藏著大量黃金，連國軍都曾開挖過。孫立人住在此時，會邀請清華大學的校友去他家聚會，如梁實秋、徐宗涑。

### 陸軍聯誼廳
在孫立人被軟禁於臺中市住所後，臺北此建物由陸軍總司令部收回，當作陸軍軍官俱樂部。此時地址為臺北市南昌路1段136號，陸軍會在此舉行軍人有獎儲蓄獎券的開獎、高級將領的治喪會等。
1960年代，官方就會在此設宴款。1978年就來此擔任廚師的夏少清回憶，蔣經國、李登輝任總統時都來叫過外送，郝柏村、馬英九、王金平都是座上客，一次李光耀由郝柏村陪同前往，事先表示想吃吃看台灣小吃蚵仔煎，為此特別買了平底大煎鍋，結果不只李光耀滿意，陪同的將軍們也大表讚賞，因此蚵仔煎曾有一陣子成了陸總部長官宴客固定菜色。
1998年，陸軍聯誼廳開始對外營業。次年起，以循環基金方式自負盈虧序。2014年，國產署建議國防部將陸軍聯誼廳活化。2017年1月1日起，改以ROT方式委由民間業者經營。民間業者將過去陸聯廳主打的湘菜，添加徽菜元素，因孫立人是安徽人。

## 文資保護
1991年，軍方原有意在原地興建十四層大樓，但無經費因而作罷。1996年5月6日，台北市政府民政局在孫立人舊部的多次陳情之下，邀集林衡道、曹永和等專家前往會勘，結果是學者專家雖肯定古蹟的歷史含意，但不希望古蹟與孫立人扯上關係。孫立人一段時間是陸軍禁忌，直到霍守業任陸軍總司令時，才將孫立人照片重放回陸軍聯誼廳，公開紀念孫立人。
2002年1月4日，當時就讀於成功大學建築所博士研究生的陳信安，提出原臺灣軍司令官官邸在日治時期的資料，望軍方及台北市文史建築界，及早提出其指定古蹟保存的程序。同月30日，台北市文化局長龍應台邀請協助研究台北日式宿舍的中原大學系的薛琴、前新兵訓練總司令部政戰部主任張佛千一同前往。
2003年5月15日，文化局再度會同專家與古蹟委員前往，包括宗教博物館館長漢寶德、中原大學建築系教授堀込憲二、臺灣大學歷史系教授黃富三、台灣科技大學建築系教授王惠君、台北大學都市計畫研究所教授辛晚教等，多位當地南福里里民及里長楊信治亦到場關心。9月10日，文化局古蹟暨歷史建築審查委員會通過列為第一百零八處市定古蹟。12月16日，台北市政府通過列為市定古蹟。
2016年，陸軍耗資近五千萬元大規模整修，拆除鋼筋水泥的加蓋，將原先廊柱建回，將廳堂改成透明玻璃屋，讓古屋結構能夠呈現。

## 外部連結
- 原臺灣軍司令官官邸的Facebook專頁
- 官方网站